# Spelotheek

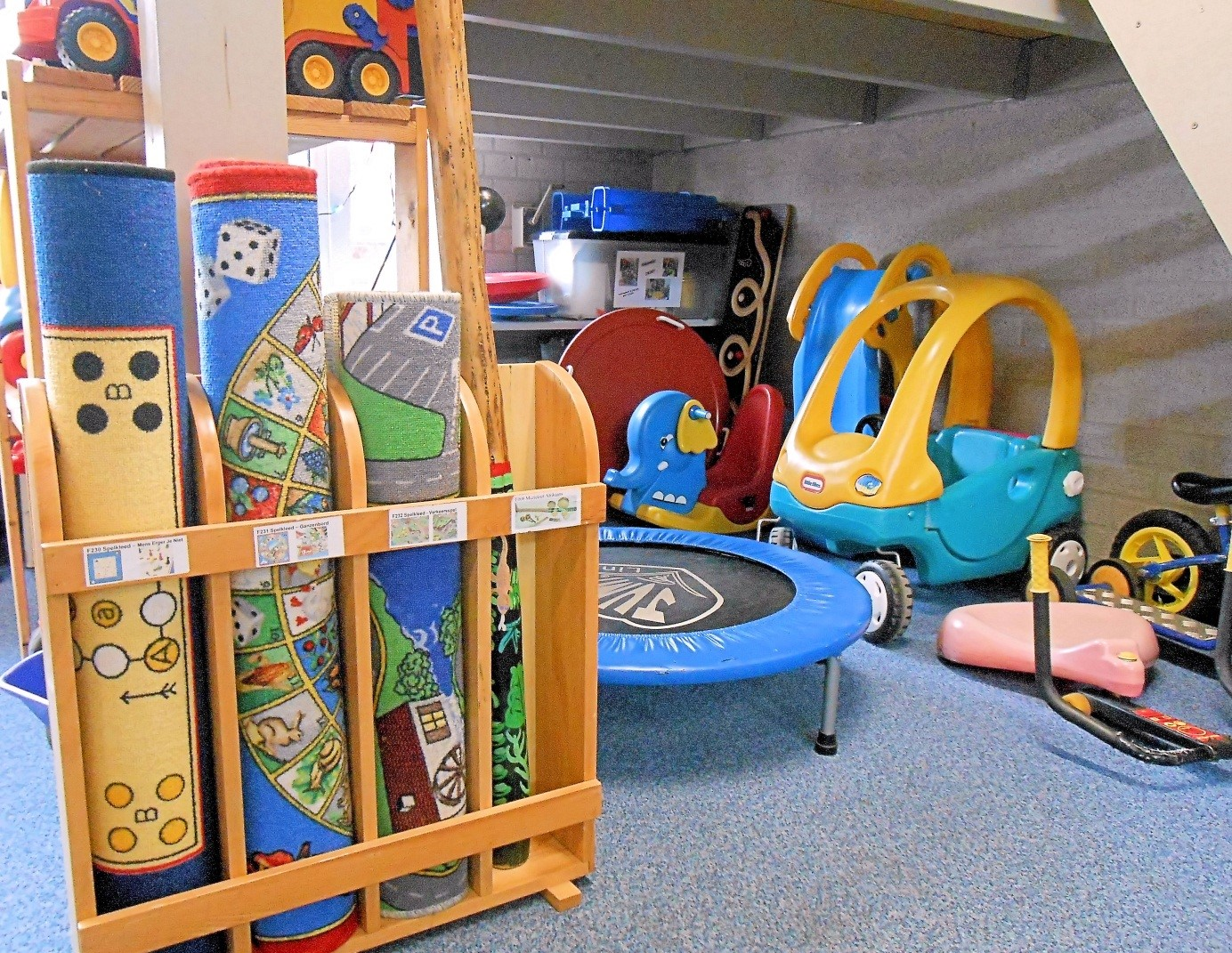
Spelotheek

Een spelotheek, ook wel speel-o-theek of speelotheek, is een plaats waar speelgoed uitgeleend wordt. Leden van de spelotheek kunnen er speelgoed en gezelschapsspellen uitzoeken en dit een aantal weken mee naar huis nemen.

## Categorieën
Het speelgoed dat te leen is, is meestal vooral gericht op kinderen tot 12 jaar. In de meeste spelotheken vindt men de volgende categorieën terug: 

### B: Bewegingsmateriaal
Binnen deze categorie vallen spelmaterialen waarmee een kind wordt uitgenodigd te bewegen en waarmee dus grof motorische bewegingen worden gemaakt. 
Bijvoorbeeld: skelters, loopauto's, step, glijbaan in verschillende maten en loopfietsen.

### C: Constructiemateriaal
Binnen deze categorie vallen spelmaterialen, waarmee een kind stapelt, bouwt en gebruik maakt van diverse verbindingselementen. De categorie is opgebouwd van bouwen naar construeren. 
Bijvoorbeeld: Duplo, K'nex, Zoub en Mega Bloks.

### F: Fantasiemateriaal
Binnen deze categorie vallen spelmaterialen, waarmee het kind naspeelt wat het ziet en meemaakt. Fantasiemateriaal is nodig bij het verwerken van gevoelens.
Bijvoorbeeld: garage, poppen, keuken- en winkelmaterialen.

### G: Gezelschapsspellen
Binnen deze categorie vallen spellen die primair bedoeld zijn om met meerdere personen te spelen. Het speldoel staat vast en moet volgens afgesproken regels bereikt worden. Tot de collectie behoort ook een aantal coöperatieve spellen waarbij men met elkaar speelt en niet tegen elkaar. Binnen de G-categorie zijn ook denkspellen te vinden.

### P: Puzzels
Binnen deze categorie vallen spelmaterialen, waarbij het gaat om zoeken, herkennen en bij elkaar brengen van vormen. Doel is om de vorm compleet te maken. 

### Z: Zintuiglijk materiaal
Spelmaterialen die binnen deze categorie vallen stimuleren en activeren de fijne motoriek en de zintuigen. Te denken valt hierbij aan materiaal dat een beroep doet op de ontwikkeling van het gehoor, tastzin, de oog-handcoördinatie. Het materiaal nodigt uit tot experimenteren, passen en meten en vergelijken (kleur-vorm).
Bijvoorbeeld: knikkerbanen en rijgspellen.

## Medewerkers
Spelotheken worden veelal door vrijwilligers bemand. Zij doen de ledenadministratie en uitleenadministratie, maar zijn ook verantwoordelijk voor de inkoop en onderhoud van het assortiment.

## Spelotheken
Spelotheken zijn vaak gevestigd in buurt- of wijkcentra, bibliotheken, brede scholen of in centra voor Jeugd en Gezin. Hoewel hun locatie en grootte verschillen, hebben alle spelotheken een ding met elkaar gemeen: door het uitlenen van spelmateriaal laten ze kinderen en volwassenen spelen en leveren daarmee een bijdrage aan hun ontwikkeling.
Verschillende gemeenten in Nederland hebben een spelotheek; grote steden vaak meerdere. Spelotheken werden doorgaans door de gemeente financieel ondersteund alhoewel dit anno 2018 is afgebouwd. Door vrijwillige inzet en schappelijke huren van locatie kunnen de contributie en het leengeld relatief laag blijven.